# To ja narysowałem ludzika
To ja narysowałem ludzika (ros. Человечка нарисовал я) – radziecki średniometrażowy film animowany z 1960 roku w reżyserii Walentina Łałajanca oraz sióstr Walentiny i Zinaidy Brumberg powstały na podstawie scenariusza Michaiła Wolpina i Nikołaja Erdmana. Remake krótkometrażowego filmu animowanego sióstr Brumberg pt. Niegrzeczny Fiedia (Федя Зайцев) z 1948 roku. 

## Fabuła
Chłopiec rysuje obrazek na szkolnej ścianie i pozwala, by oskarżono o to jego kolegę. W końcu jednak przyznaje się do winy z powodu wyrzutów sumienia.

## Obsada (głosy)
- Walentina Spierantowa jako Fiedia Zajcew
- Michaił Janszyn jako Ludzik (Człowieczek)
- Sierafima Birman
- Galina Nowożyłowa
- Władimir Lepko

## Animatorzy
Fiodor Chitruk, Faina Jepifanowa, Marija Motruk, Igor Podgorski, Jelena Chłudowa, Boris Butakow, Wiaczesław Kotionoczkin, Wadim Dołgich, Marina Woskanjanc